# Xams-ad-Dawla Sulayman
Xams-ad-Dawla Sulayman fou emir ortúkida de Mayyafarikin, fill d'Ilghazi I i el seu successor a aquesta ciutat i districte.
Vers el 1119 probablement fou nomenat pel seu pare governador d'Alep, però es va revoltar el 1121 (mentre el pare era en campanya a Geòrgia). Segons Ibn al-Athir Ilghazi va anar a la ciutat, va obligar al seu fill a humiliar-se i va castigar de manera terrible als que l'havien ajudat. Ibn al-Adim dona un relat confús d'aquesta revolta i diu que va ser fingida, per orde del seu propi pare, que es volia excusar en aquesta revolta per a no entregar Alep a Dubays ben Sadaka al que li havia promès durant la campanya a Geòrgia; Ilghazi va arribar a Kalat Djabar on ambaixadors de Sulayman li van implorar perdó que va ser concedit.
Fos la revolta real o fingida, Sulayman fou destituït i nomenat al seu lloc un nebot d'Ilghazi, Badr al-Dawla Sulayman ibn Abd al-Djabar. Segons Ibn al-Athir el pare li va preservar la vida mogut de sentiments paternals, i Sulayman va fugir a Damasc on va trobar refugi amb l'atabeg Tughtegin, el seu avi matern, que va intercedir davant Ilghazi per obtenir el perdó, que de moment no fou concedit. En aquestes circumstàncies si mai havia estat designat hereu a Mayyafarikin, això quedava obsolet.
En els darrers mesos de la seva vida Ilghazi es va acostar al seu nebot Nur al-Dawla Balak de Khartpert al que segons Mateu d'Edessa va encarregar vigilar als seus dos fill quan ell morís; això i el fet que Sulayman estava al costat del pare a la seva mort (1122) suggereix que finalment s'havien reconciliat.
Ibn al-Athir explica que per accedir a la ciutadella de Mayyafarikin, Sulayman i la vídua d'Ilghazi van posar el cos d'aquest a la carreta i van entrar a la ciutat com si fos viu, i només van revelar que era mort quan van tenir el control de la ciutadella, ja que d'altra manera probablement no haguera estat acceptat fins i tot si s'havien reconciliat i el seu pare l'havia nomenat hereu, car el poder d'aquest a la ciutat no estava consolidat; Miquel el Sirià a la seca crònica diu de fet que Ilghazi havia nomenat al seu fill Timurtash com a hereu únic, però que a la mort del pare només Sulayman estava prop de Mayyafarikin. Ilghazi quan va morir anava precisament de Mardin a Mayyafarikin per consolidar el seu poder aquí i potser per assegurar la successió del seu fill que l'acompanyava.
El seu govern a Mayyafarikin fou curt. El maig de 1124 va morir prematurament (en campanya durant el setge de Manbidj) Nur al-Dawla Balak de Khartpert encarregat de la seva vigilància i aliat dels seljúcides de Malatya cap on sembla que Sulayman va tenir idees expansives.
Va conquerir Haza al seu cosí Rukn al-Dawla Daud de Hisn Kayfa, i alguns poblets propers a Mayyafarikin dominats per Kurdi (Qurti) emir turcman d'Arzènn, i Khartpert que pertanyia a Balak, encara que probablement, en aquest cas, després de la mort d'aquest. Es va casar amb una filla del sultà Kilidj Arslan de Malatya. Les relacions amb el seu germà Timurtash de Mardin foren bones en els dos primers anys, però el setembre de 1124 els afers d'Alep, que havia passat a Timurtash, va obligar a aquest a demanar ajut a Sulayman i en endavant, per causes no clares, els dos germans es van barallar.
El novembre del 1124 o del 1130 segons les fonts Sulayman va morir sobtadament a Mayyafarikin. Sobre si Timurtash va participar en la mort inesperada del seu germà no hi ha cap evidència, però estava ja a punt per ocupar la ciutat al moment de la mort.